# Santana (álbum)
Santana é o álbum de estréia da banda americana Santana, lançado em Agosto de 1969. É o primeiro de dois álbuns homônimos da banda, o segundo sendo lançado em 1971 e convencionalmente denominado Santana III.
A maior parte do álbum é instrumental, pois o grupo era uma banda de Jam. Por sugestão do empresário Bill Graham, a banda escreveu músicas convencionais, mas sem perder o toque do improviso.
O álbum veio logo depois da banda fazer sucesso no Festival de Woodstock, e figurou na lista dos 500 melhores álbuns de todos os tempos da Revista Rolling Stone, aparecendo em 150º lugar. O single "Evil Ways" figurou na parada das "top 10".

## Faixas

### Lançamento de 1969

#### Lado 1
1. "Waiting" (Santana) - 4:07
2. "Evil Ways" (J. Zack) - 4:00
3. "Shades of Time" (Santana) - 3:13
4. "Savor" (Santana) - 2:47
5. "Jingo" (Babatunde Olatunji) - 4:23

#### Lado 2
1. "Persuasion" (Santana Band) - 2:36
2. "Treat" (Santana Band) - 4:46
3. "You Just Don't Care" (Santana Band) - 4:37
4. "Soul Sacrifice" (Santana Band) - 6:38

### Relançamento de 1999
1. "Waiting" - 4:07
2. "Evil Ways" - (Henry/Zack) – 4:00
3. "Shades of Time" - 3:13
4. "Savor" – 2:47
5. "Jingo" - 4:23
6. "Persuasion" - (Areas, Brown, Carabello, Rolie, Santana, Shrieve) – 2:36
7. "Treat" - (Areas, Brown, Carabello, Rolie, Santana, Shrieve) – 4:46
8. "You Just Don't Care" - (Areas, Brown, Carabello, Rolie, Santana, Shrieve) – 4:37
9. "Soul Sacrifice" - (Brown, Malone, Rolie, Santana) – 6:38
10. "Savor" (ao vivo) - (Brown, Carabello, Malone, Rolie, Santana, Shrieve) – 5:29
11. "Soul Sacrifice" (ao vivo) - (Brown, Malone, Rolie, Santana) – 11:38
12. "Fried Neckbones" (ao vivo) - (Bobo, Correa, Lastie) – 7:13

As três últimas faixas são músicas ao vivo no Festival de Woodstock.

### Relançamento de 2004 (Edição Legacy)

#### Disco 1
1. "Waiting" - (Santana) – 4:07
2. "Evil Ways" - (Henry/Zack) – 4:00
3. "Shades of Time" - (Rolie/Santana) – 3:13
4. "Savor" - (Areas, Brown, Carabello, Rolie, Santana, Shrieve) – 2:46
5. "Jingo" - (Olatunji) – 4:23
6. "Persuasion" - (Areas, Brown, Carabello, Rolie, Santana, Shrieve) – 2:36
7. "Treat" - (Areas, Brown, Carabello, Rolie, Santana, Shrieve) – 4:46
8. "You Just Don't Care" - (Areas, Brown, Carabello, Rolie, Santana, Shrieve) – 4:37
9. "Soul Sacrifice" - (Brown, Malone, Rolie, Santana) – 6:38
10. "Savor" (Alternate Take #2) - (Areas, Brown, Carabello, Rolie, Santana, Shrieve) – 2:57
11. "Soul Sacrifice" (Alternate Take #4) - (Brown, Malone, Rolie, Santana) – 8:50
12. "Studio Jam" - (Areas, Brown, Carabello, Rolie, Santana, Shrieve) – 7:09

#### Disco 2
1. "Fried Neckbones" - (Willie Bobo/William Correa/Melvin Lastie) – 7:41
2. "Soul Sacrifice" - (Brown, Malone, Rolie, Santana) – 9:06
3. "Persuasion" - (Areas, Brown, Carabello, Rolie, Santana, Shrieve) – 3:52
4. "Treat" - (Areas, Brown, Carabello, Rolie, Santana, Shrieve) – 6:49
5. "Shades of Time" - (Rolie/Santana) – 2:29
6. "Jingo" - (Olatunji) – 5:20
7. "Waiting" (ao vivo) - (Santana) – 4:44
8. "You Just Don't Care" (ao vivo) - (Areas, Brown, Carabello, Rolie, Santana, Shrieve) – 4:55
9. "Savor" (ao vivo) - (Areas, Brown, Carabello, Rolie, Santana, Shrieve) – 5:25
10. "Jingo" (ao vivo) - (Olajunti) – 5:14
11. "Persuasion" (ao vivo) - (Areas, Brown, Carabello, Rolie, Santana, Shrieve) – 3:05
12. "Soul Sacrifice" (ao vivo) - (Brown, Malone, Rolie, Santana) – 11:49
13. "Fried Neckbones" (ao vivo) - (Willie Bobo/William Correa/Melvin Lastie) – 7:13

As faixas 1 a 6 são das sessões de estúdio originais para o álbum. Já as faixas 7 a 14 são performances ao vivo no Festival de Woodstock.
| Críticas profissionais                                                      | Críticas profissionais |
| Avaliações da crítica                                                       | Avaliações da crítica  |
| Fonte                                                                       | Avaliação              |
| --------------------------------------------------------------------------- | ---------------------- |
| allmusic                                                                    | [ 1 ]                  |
| Robert Christgau                                                            | (C-)                   |
| Rolling Stone                                                               | (favorável)            |
| Rolling Stone                                                               | [ 4 ]                  |
| Esta tabela precisa de ser acompanhada por texto em prosa. Consulte o guia. |                        |

## Formação
- Carlos Santana (guitarra, vocais)
- Gregg Rolie (órgão, piano, vocais)
- David Brown (baixo)
- Michael Shrieve (bateria)
- Michael Carabello (timbales, congas, percussão)
- Jose 'Chepito' Areas (timbales, congas, percussão).
- Marcugs The Magnificent Malone (percussão).